# Zhang Qun
Zhang Qun o Chang Chun (Contea di Huayang, 9 maggio 1889 – Taipei, 14 dicembre 1990) è stato un politico e generale cinese.

## Biografia
Membro del Kuomintang e governatore della provincia di Hubei dal 1933 al 1935, in quell'anno divenne ministro degli esteri, carica che mantenne fino al 1937.
Nel 1938 fu nominato vicepresidente della repubblica cinese, per poi lasciare la carica nel 1939; il 15 ottobre 1940 ottenne il governo della provincia di Sichuan, tenendolo fino al 1947.
Il 23 marzo 1947 fu nominato primo ministro della repubblica, ma già il 28 maggio 1948 rassegnò le dimissioni. Durante la guerra civile cinese si oppose strenuamente a Mao Zedong e, dopo l'ascesa di quest'ultimo, fu costretto all'esilio a Taiwan.
Braccio destro di Chiang Kai Shek, fu segretario alla presidenza dal 18 maggio 1954 al 29 maggio 1972